# يوغاوارا
يوغاوارا (باليابانية:湯河原町)، بلدة يابانية تقع في محافظة أشيغاراشيمو, كاناغاوا اليابانية، عدد سكانها تبلغ نحو 26,474 شخصا (إحصاء سنة 2012).

## توأمة
ليوغاوارا اتفاقيات توأمة مع:
- ميهارا

## أعلام
- يوكيا أمانو
- مامورو شيجميتسو

## المواقع الخارجية
- الموقع الرسمي باليابانية